# Exocentrus seticollis
Exocentrus seticollis är en skalbaggsart som beskrevs av Fisher 1931. Exocentrus seticollis ingår i släktet Exocentrus och familjen långhorningar. Inga underarter finns listade i Catalogue of Life.